# 中匯大廈 (香港)
中匯大廈是香港島中環皇后大道中22至28號一幢甲級寫字樓，於1997年落成，樓高28層。由巴馬丹拿集團建築師木下一負責建築設計；總承建商為金門建築。
物業前身為許愛周旗下中建企業發展的亞細亞行（1958年入伙），至第二代管理層許歧伯、許士芬博士等相繼過世後，至1990年時任中建企業主席許世勳決定將之重建，而亞細亞行亦於1994年第一季拆卸。

## 設計

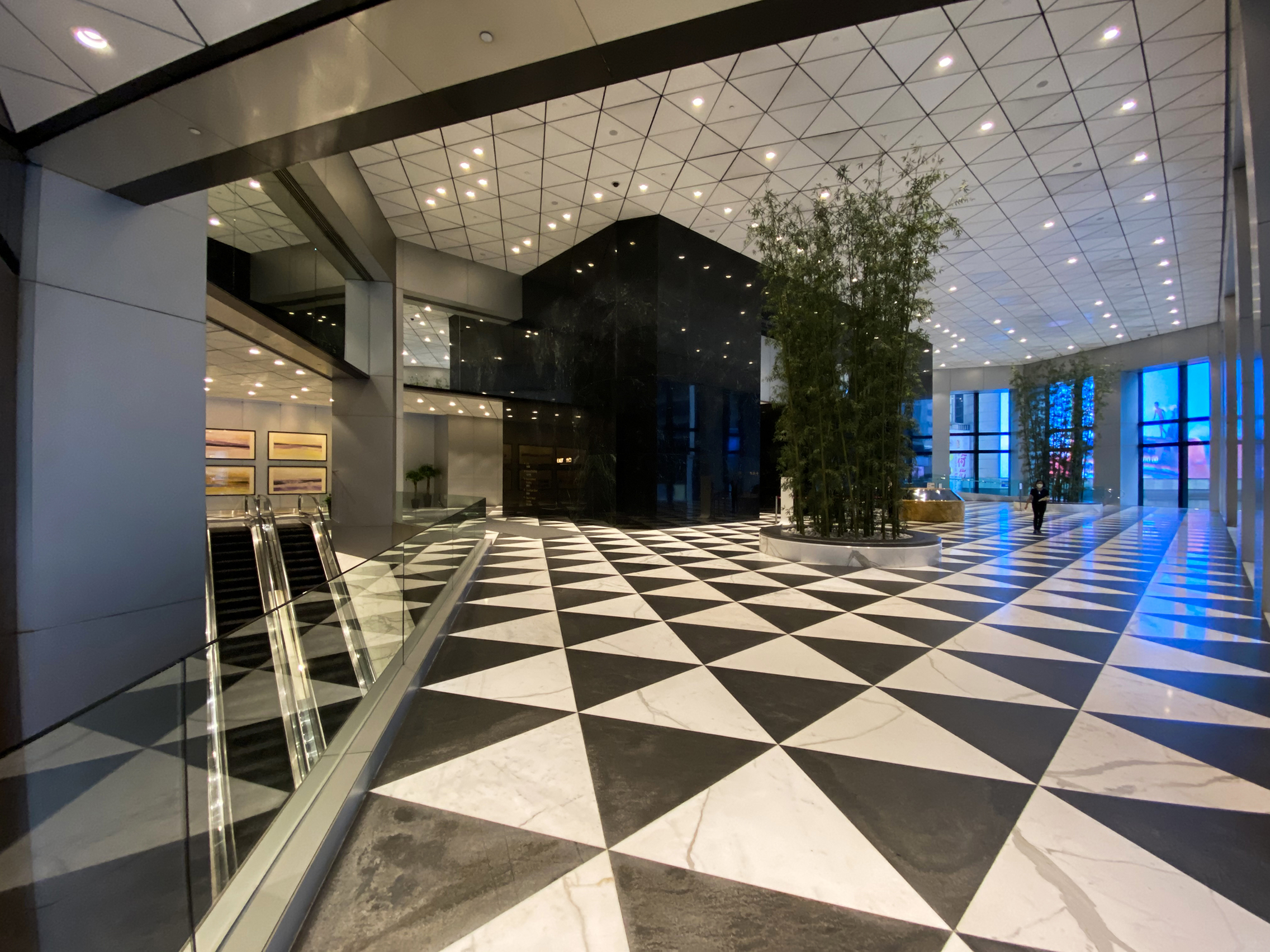
中匯大廈大堂

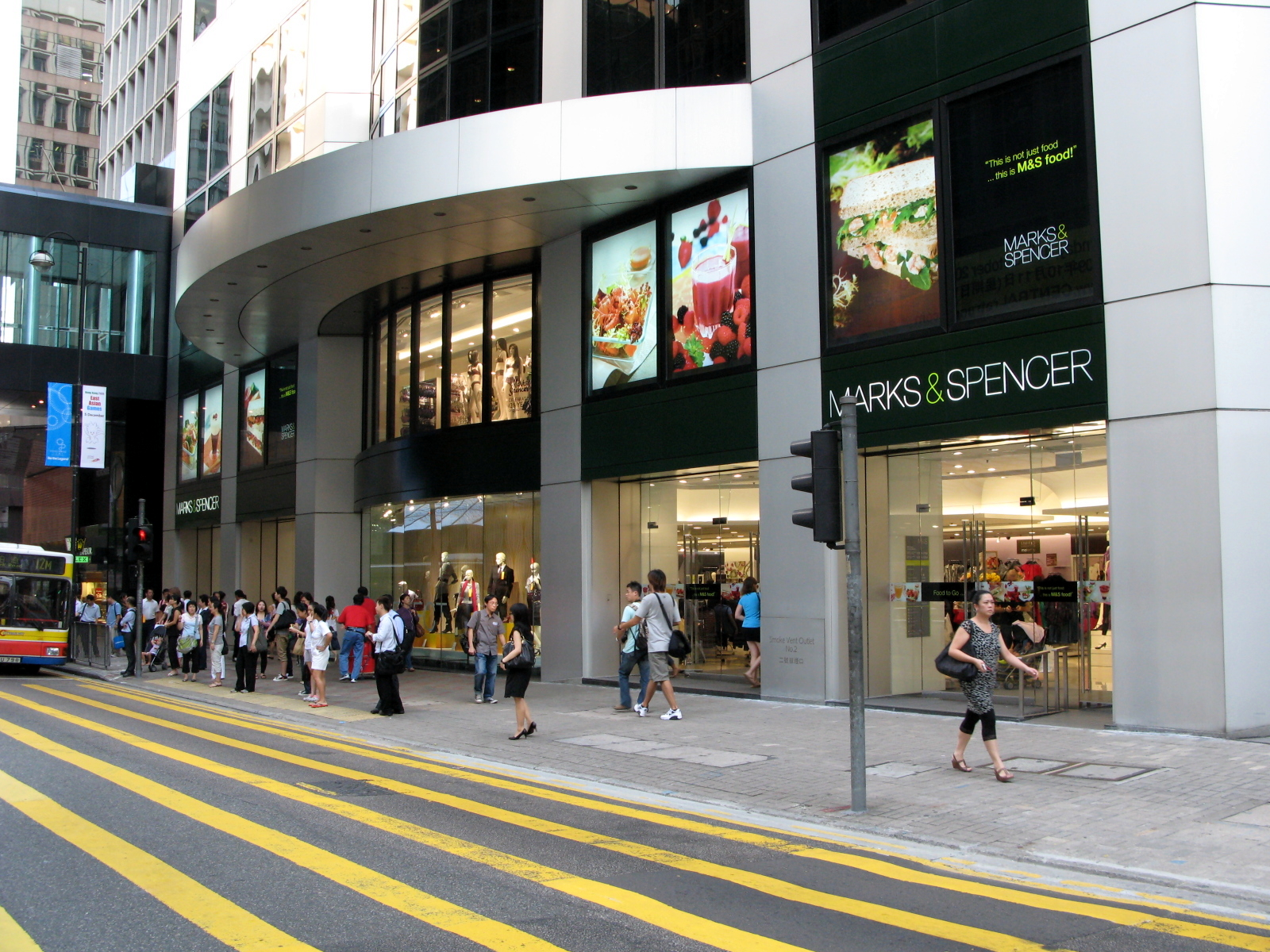
中匯大廈由地庫至1樓臨街為馬莎百貨旗艦店

大廈升降機大堂樓底特高，以黑色雲石為主，大廈臨街地鋪開設馬莎百貨旗艦店，樓高3層連地庫。

## 樓層分布
- 4樓至5樓：Stevenson, Wong & Co.
- 9樓：Hagar International (Hong Kong) Limited
- 10樓：金融銀行有限公司（BDO Unibank, Inc.）（1001室）
- 11樓：Ogier[1]
- 15樓：State Bank of India[2][3]
- 16樓：Orient Capital Pty Ltd
- 20樓：High Finance (UK) Limited、Vision Gate
- 21樓：Scotiabank[4]
- 22樓：CIC Hong Kong（法國工商銀行（法语：Crédit industriel et commercial）集團成員）[5][6]
- 23樓：臺灣銀行[7][8]
- 24樓：Scotiabank（2401室）[4][9]
- 25樓:   Qube Research & Technologies Limited
- 26樓：永豐商業銀行香港分行[10][11]

## 鄰近
大廈屬中區行人天橋系統的一部份，與北面的置地廣場、中建大廈和西面的娛樂行連接。
- 新世界大廈
- 中建大廈
- 畢打街
- 安蘭街

## 交通
港鐵
- █  荃灣綫、 █  港島綫：中環站G出口

## 相關
- 灣仔中匯大廈（駱克道89號）
- 中匯大廈 (天津市)  （页面存档备份，存于）

## 外部連結
- Emporis.com：香港中環中匯大廈 Central Tower（页面存档备份，存于）

1. ↑  . Ogier.   [2022-06-02]. （原始内容存档于2022-06-28） （英语）.
2. ↑  . 香港銀行公會.   [2022-06-02]. （原始内容存档于2022-06-02） （中文（香港））.
3. ↑  . State Bank of India, Hong Kong.   [2022-06-02] （英语）.
4. 1 2  . 香港銀行公會.   [2022-06-02]. （原始内容存档于2016-09-17） （中文（香港））.
5. ↑  . 香港銀行公會.   [2022-06-02]. （原始内容存档于2022-06-02） （中文（香港））.
6. ↑  . CIC Asia.   [2022-06-02] （英语）.
7. ↑  . 香港銀行公會.   [2022-06-02]. （原始内容存档于2022-06-02） （中文（香港））.
8. ↑  . 臺灣銀行.   [2022-06-02]. （原始内容存档于2018-06-28） （中文（臺灣））.
9. ↑  . Scotiabank Global Site.   [2022-06-02]. （原始内容存档于2022-06-09） （英语）.
10. ↑  . 香港銀行公會.   [2022-06-02]. （原始内容存档于2022-06-02） （中文（香港））.
11. ↑  . 永豐商業銀行.   [2022-06-02]. （原始内容存档于2021-01-23） （中文（臺灣））.